# Cities XL
Cities XL (tidigare kallat Cities Unlimited) är ett stadsbyggarspel från Monte Cristo, som tidigare utvecklat City Life. Spelet släpptes den 9 oktober 2009.

## Spelupplägg
I spelet bygger man en stad. Det gör man genom att antingen placera byggnader en och en, eller att dra en "zon" med antingen låg, mellan eller hög invånardensitet. Något som kommer att utmärka Cities XL från tidigare stadsbyggarspel är att det saknar rutnät och möjliggör därmed att man inte behöver bygga svängar som är precis i 90° eller 45° vinkel. Vägarna kan även höjas oberoende av terrängen under.
Det var tänkt att spelet skulle inkludera ett massplaceringsverktyg.. Med hjälp av detta verktyg skulle man kunna rita upp en zon innehållande flera olika zontyper, invånardensitet och även lägga till eller ta bort specifika byggnader.

## Simulering[3]
Vissa byggnader i Cities XL kommer att producera en eller flera resurser och andra kommer att förbruka dem. Några av de resurserna är:
| Staden       | Industri       | Tjänstesektorn |
| ------------ | -------------- | -------------- |
|              |                |                |
| Elektricitet | Jordbruk       | Hotell         |
| Vatten       | Tillverkning   | Kontor         |
| Bränsle      | Högteknologisk |                |
| Avfall       |                |                |

Spelaren behöver inte skapa en perfekt balans mellan de olika resurserna. Men skulle det var för lite av något så kommer priserna på den varan att öka. De byggnader som använder denna vara kommer att drabbas negativt och därmed att betala mindre skatt till staden. Skulle det produceras för mycket av en vara så sjunker priset och tillverkaren tjänar mindre. Ett exempel är utifall elen är för dyr så kommer den tunga industrin att flytta ut ur staden.

I spelet finns det fyra olika sorters invånare: "unskilled workers", "skilled workers", "executives" och "elites". Unskilled workers och Skilled workers är de första invånarna man stöter på i spelet. De bildar grunden i varje stad.

I takt med att staden blir större och rikare ökar även invånarnas krav på tjänster såsom skola, sjukhus, säkerhet och handel. En mindre stad kanske bara kräver en skola medan större städer kräver fler och större variation av olika skolor. Tjänsternas verksamhetsradie baseras på hur lång tid det tar för invånarna att nå tjänsten. Områden med långsamt trafikflöde kräver att tjänsterna ligger tätt och områden som har ett välutvecklat trafiksystem kan ha sina tjänster mer utspridda.

## GEM
GEM står för Gameplay Extension Modules . GEM:s är olika sorters företag man kan starta i sin stad och spela dem som tycoon-spel. Ett exempel är att man kan bygga en badstrand och sedan placera ut glasskiosker, duschar, souvenirbutiker m.m. Ett annat exempel är skidbackar som fungerar likadant fast med skidliftar, uthyrning och räddningsstyrkor. Man kan även bygga transportföretag i staden och transportera människor eller gods in, ut eller inom staden. När det gäller GEM:s som bilfabriken kan man designa sina egna bilar som sedan kommer att köra runt i ens egen stad. Alla GEM:s producerar en pollett (Token) som kan användas som valuta när man föhandlar med olika städer. GEM:s kommer att kosta 5$-15$ (40kr-120kr) beroende på deras storlek och spelvärde.
Tanken var att den första GEM:en skulle släppas bara ett par månader efter Cities XL. Men Monte Cristo släppte aldrig någon GEM till Cities XL under sin ledning, trots att ett par var under utveckling och flera planerade. Focus Home Interactive har varken bekräftat eller dementerat att de tänker släppa GEM:s till Cities XL 2011.

### De olika sorters GEM som annonserats
- Bilfabrik
- Nöjesfält
- Skidanläggning
- Strand
- Transport

## Multiplayer
Cities XL innehöll till en början Planet Offer. Planet Offer som multiplayer i Cities XL kallades, var när man som spelare kunde välja att bygga sin stad på en planet som flera andra spelare också byggde på. Detta tillät spelaren att förhandla med andra städer i en global ekonomi samt att specialisera sin egen stad. Spelaren kunde även skapa sin egen avatar och skapa en egen blogg för sin stad samt besöka andra spelares städer . Planet Offer kostade extra utöver själva spelet. 
Den 26 januari 2010 meddelade Monte Cristo att Planet Offer skulle stängas ner då alltför få spelare hade valt att prenumerera på onlinetjänsten. Efter den 1 februari 2010 gick det inte längre att prenumerera på Planet Offer och den 8 mars stängdes det ner helt.

## Cities XL 2011
Den 25 juni 2010 meddelade Monte Cristo att Focus Home Interactive hade tagit över Cities XL och utvecklingen av detsamma. De meddelade också att de kommer släppa en ny version av Cities XL kallat Cities XL 2011. Enligt dem själva ska Cities XL 2011 vara "en berikad version som ska möta City Builder's fanskaras alla förväntningar". Med den nya versionen ska det också komma nya byggnader, kartor, förbättrad kollektivtrafik, tunnelbana och ett mer utvecklat skattesystem.